# Lomtjärnen (Arjeplogs socken, Lappland, 730378-158947)
Lomtjärnen är en sjö i Arjeplogs kommun i Lappland och ingår i Skellefteälvens huvudavrinningsområde. Sjön har en area på 0,069 kvadratkilometer och ligger 423,8 meter över havet.

## Delavrinningsområde
Lomtjärnen ingår i det delavrinningsområde (729993-159414) som SMHI kallar för Utloppet av Siebnesjaure. Medelhöjden är 450 meter över havet och ytan är 43,37 kvadratkilometer. Räknas de 6 avrinningsområdena uppströms in blir den ackumulerade arean 106,73 kvadratkilometer. Rutsabäcken (Kvarnbäcken) som avvattnar avrinningsområdet har biflödesordning 2, vilket innebär att vattnet flödar genom totalt 2 vattendrag innan det når havet efter 254 kilometer. Avrinningsområdet består mestadels av skog (64 procent) och sankmarker (12 procent). Avrinningsområdet har 9,37 kvadratkilometer vattenytor vilket ger det en sjöprocent på 21,6 procent.